# Кулешов, Юрий Владимирович
Ю́рий Влади́мирович Кулешо́в (род. 12 апреля 1981, Рязань) — российский футболист, полузащитник, тренер.

## Карьера

### Игровая
Воспитанник ДЮСШ «Радиозаводская» города Рязань. Первый тренер — Н. В. Сенин. В 1999—2008 годах выступал за «Рязань». В 2009 году пополнил ряды «Мордовии». В составе «Мордовии» — победитель зоны «Урал-Поволжье» Второго дивизиона, победитель первенства ФНЛ. В Премьер-лиге дебютировал 20 июля 2012 года в матче против московского «Локомотива» (2:3). В июне 2013 года подписал контракт с московским «Торпедо», с которым также выступал в Премьер-лиге. В феврале 2015 года перешёл в «Сахалин», а через полгода вернулся в «Рязань», где завершил карьеру в 2019 году.

### Тренерская
С июня 2019 года — тренер в клубе «Рязань». 11 января 2024 года назначен главным тренером команды.

## Достижения
- Победитель первенства ФНЛ: 2011/12
- Бронзовый призёр первенства ФНЛ: 2013/14
- Победитель зоны «Урал-Поволжье» Второго дивизиона: 2009
- Серебряный призёр зоны «Центр» Второго дивизиона: 2005
- Бронзовый призёр зоны «Центр» Второго дивизиона (2): 2015/16, 2017/18